# Orna Porat
Orna Porat (en hebreo: אורנה פורת; Colonia, Renania del Norte-Westfalia, 6 de junio de 1924 - 6 de agosto de 2015) nacida Irene Klein, fue una actriz de teatro israelí.

## Biografía

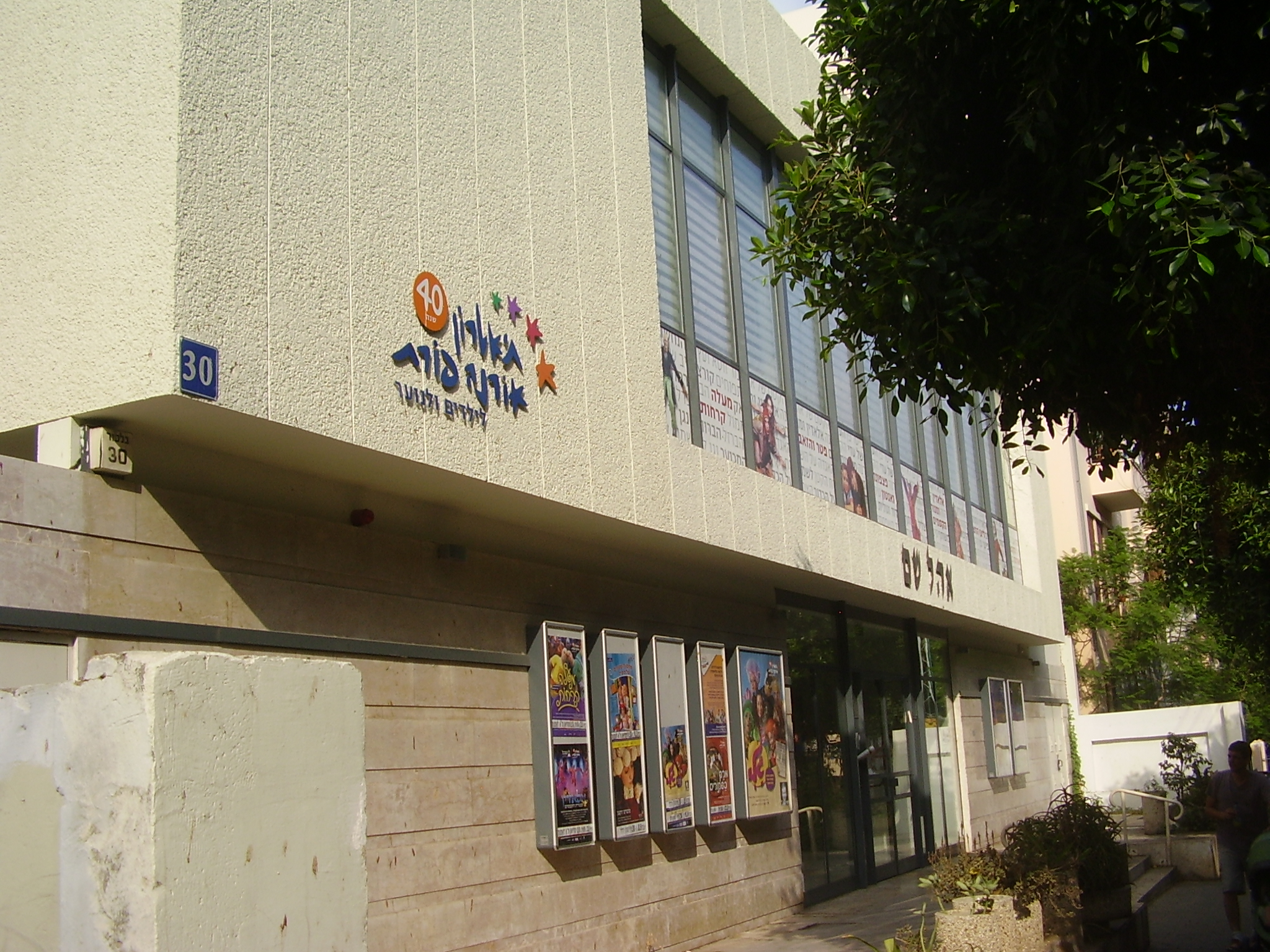
Teatro Infantil Orna Porat.

Porat nació bajo el nombre de Irene Klein en Colonia, Alemania, en 1924. Su padre, Willi, era católico, y su madre, Elise, protestante, pero ella eligió ateísmo y socialismo en su juventud. En 1934 su familia se mudó a Porz, donde asistió a la escuela secundaria. Durante esos años, fue miembro de la organización Juventudes Hitlerianas, aunque su familia se opuso a esta afiliación. 
Asistió a la escuela de drama y comenzó su carrera teatral en un teatro de repertorio en Schleswig. Allí, Porat conoció a su esposo, Joseph Proter, quien era un oficial del Mandato Británico de Palestina y servía en la Brigada Judía del ejército británico. En 1946, se mudó a Palestina con Proter, y se casó con él (en una ceremonia civil). En 1957 se convirtió al judaísmo y ambos llevaron a cabo una ceremonia judía, antes de adoptar a dos niños.
Antes de ser rechazada por los teatros Nacional Habima y Ohel Theater, fue aceptada en el Teatro Cámeri, donde tomó su nombre hebreo. Ella estuvo trabajando ahí por muchos años, hasta 1984.
A principios de 1960, pasó tres años en Francia e Inglaterra estudiando teatro infantil. A su regreso a Israel fundó un teatro infantil. En 1970, el teatro infantil se independizó. Porat dirigió varias producciones. Se retiró de la gestión de Teatro Infantil después de diecinueve años.

## Fallecimiento
Falleció el 6 de agosto de 2015 en Israel a los 91 años.

## Premios y reconocimientos

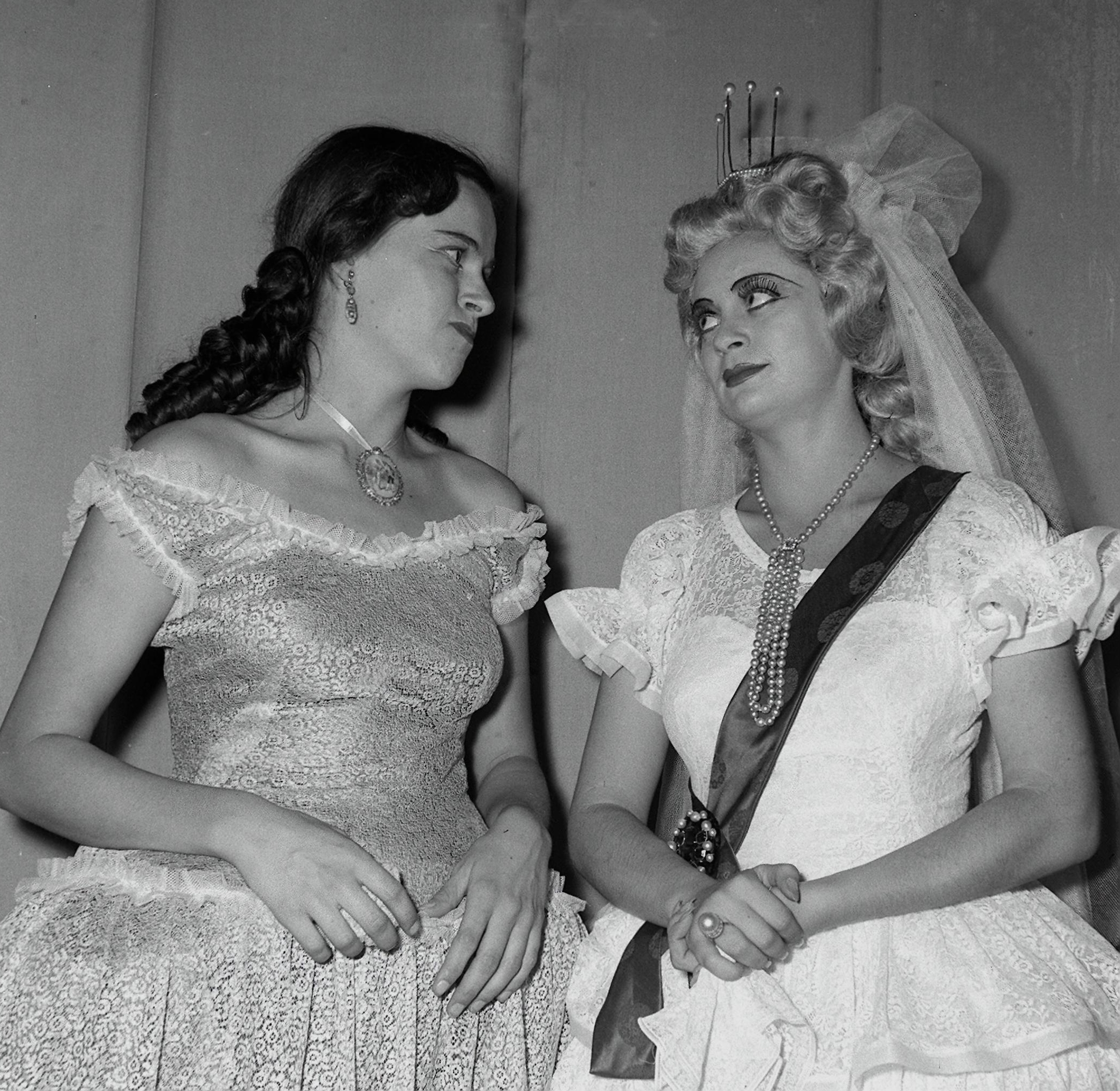
Hanna Meron y Orna Porat en 1949

- Porat ganó el premio Kinor David, otorgado por Yedioth Ahronoth, en tres ocasiones; en 1970, 1974, y 1980.
- En 1979, recibió el Premio Israel por su destacada trayectoria en el teatro.
- En 1997, recibió el premio por su trayectoria en el Israel Theater.
- En 2005, ella ganó el Premio EMET por la ciencia, el arte y la cultura, otorgado por el primer ministro de Israel.